# イソホロンジイソシアネート
イソホロンジイソシアネート（Isophorone_diisocyanateI、PDI）は、イソシアネート類に分類される有機化合物である。
具体的には脂肪族ジイソシアネートである。生産量は比較的少なく（ヘキサメチレンジイソシアネートと同様に）、2000年の世界ジイソシアネート市場の3.4%を占めるに過ぎない。脂肪族ジイソシアネートは、ポリウレタンフォームの製造ではなく、摩耗や紫外線による劣化に強いエナメル塗料などの特殊用途に使用される。これらの特性は、例えば航空機に塗られる外装塗料において特に望ましいものである。[3]

## 特性
イソホロンジイソシアネート（IPDI）は、2つの反応性イソシアネート基を持つシクロ脂肪族ジイソシアネートであり、1級イソシアネート基と2級イソシアネート基に反応性の違いがある。このユニークな特性により、ヒドロキシル基を持つ化合物との反応において高い選択性を有する。  
この特徴的な特性は、低粘度のプレポリマーを加工する際に有利であり、その結果、モノメリックジイソシアネートの残留量が著しく減少する。さらに、IPDIベースのプレポリマーは粘度が低いため、溶剤の使用量を減らすことができる。シクロヘキサン環に結合したメチル基の存在は、IPDIの樹脂や溶剤との相溶性を高める。 
固有のシクロ脂肪族環は、IPDIベースの製品に高い剛性と著しく高いガラス転移温度を与える。IPDI自体は、透明でわずかに黄色がかった低粘度の液体で、凝固点は-60℃、沸点は158℃である。NCO末端プレポリマーのような半製品は、結晶化傾向が低く、液体のままであるため加工が容易である。[3][4][5]

## 製造
イソホロンジイソシアネートは、イソホロンジアミンのホスゲン化反応によって製造される。 
1. アセトンを触媒と反応させ、イソホロンを生成する。
2. イソホロンはHCNと反応し、イソホロンニトリルを形成する。
3. イソホロンニトリルは触媒の影響下でアンモニアと水素と反応する。この反応により、イソホロンジアミンのコンフォーマー（シス型25％、トランス型75％）の混合物が生成する。
4. イソホロンジアミンとホスゲンを反応させ、イソホロンジイソシアネートを生成する。
5. 蒸留により生成物を精製する。

## 化学反応性
IPDIはシスとトランスの2つの立体異性体で存在する。これらの反応性は類似している。各立体異性体は非対称分子であるため、 反応性の異なるイソシアネート基を持つ。1級イソシアネート基は2級イソシアネート基よりも反応性が高い[2]。 

## 用途
イソホロンジイソシアネートは、以下のような特殊用途に 使用される[3][6][7]。 
- 硬質ポリフォームおよびコーティング
- ポリウレタン樹脂（PUR）
- 皮革および繊維
- 電池用接着剤
- エラストマーおよび TPU
- PUR繊維およびラミネート
- 接着剤およびグルー
- 耐光性PUR
- 水分散性ポリマー

## 安全性
イソホロンジイソシアネートは、吸入すると非常に有毒な物質です。眼を刺激し、不可逆的な眼障害、肺障害、呼吸器障害を引き起こす可能性があります。皮膚刺激性があり、アレルギー反応を引き起こし、長時間接触すると皮膚を腐食する恐れがあります。水生環境に対して非常に危険である。  
急性毒性（経口）  
ラットのLD50値として4件のデータ［4814 mg/kg、5490 mg/kg、>2645 mg/kg（以上SIDS（2006））、4825 mg/kg（環境省リスク評価第3巻（2004））］との報告がある。
急性毒性（経皮）
ラットのLD50値は >7000 mg/kg [OECD TG 402]（SIDS（2006））との報告がある。
急性毒性（吸入：粉じん又はミスト）
ラットのLC50値（ミスト）は0.04 mg/L/4hおよび0.031 mg/L/4h [OECD TG 403; GLP]（SIDS（2006））との報告がある。
皮膚腐食性/刺激性
ウサギの皮膚に試験物質原液0.5 mLを4時間の閉塞（または半閉塞）適用した3件の試験（いずれもOECD TG 404）において、皮膚一次刺激指数（PDII）はそれぞれ6.87、4.5および3.71であり、いずれも腐食性あり（corrosive）との評価（SIDS（2006））が報告されている。
眼に対する重篤な損傷性/眼刺激性
ウサギの眼に試験物質原液0.1 mLを適用した試験（OECD TG 405）で、腐食性あり（corrosive）との結果（SIDS（2006））であったが、刺激指数（AOIに相当）は36.4（/110）であるとの報告がある。別のウサギの試験（OECD TG 405）で、刺激指数（AOIに相当）9.96（/110）で刺激性なし（not irritating）との報告もあるが、この試験では1時間および24時間後に眼に滲出液が観察され、適用10日後に眼周囲の脱毛と眼瞼の肥厚に関連する痂皮形成が全例に認められたとの報告（SIDS（2006））がある。
呼吸器感作性
ヒトで職業ばく露により重度の喘息を発症し、気管支吸入試験で本物質に対して反応を示し、呼吸器過敏症となった症例が報告されている（環境省リスク評価第3巻（2004）、SIDS（2006））。本物質は呼吸器感作性物質として、日本職業・環境アレルギー学会（ALGY学会（感）物質リスト）、ドイツ学術振興会（DFG）（MAK/BAT（2010））、米国産業衛生専門家会議（ACGIH（2001））でそれぞれリストアップされ、さらにEUではR42/43（EC-JRC（ESIS）（Access on Sept. 2011））に分類されている。
皮膚感作性
モルモットのマキシマイゼーション法による2件の試験（OECD TG 406）において、各試験の陽性率は75%（15/20）および95%（19/20）でいずれも感作性あり（sensitizing）との結果（SIDS（2006））、さらにモルモットを用いたビューラー法による2件の試験においても陽性率はそれぞれ75%（15/20）および95%（19/20）でいずれも感作性あり（sensitizing）との結果が報告されている（SIDS（2006））。ヒトでもばく露後に皮膚の異常が見られ、パッチテストで本物質に陽性反応を示した複数の事例（環境省リスク評価第3巻（2004）、SIDS（2006））が報告されている。
生殖細胞変異原性
マウスの吸入投与による赤血球を用いた小核試験（体細胞in vivo変異原性試験）の陰性結果（SIDS（2006））、in vitro試験においては、エームス試験で陰性（SIDS（2006）、NTP DB Study ID 225422（1982））、チャイニーズハムスターの卵巣細胞を用いた染色体異常試験で陽性の結果（SIDS（2006））がそれぞれ報告されている。
生殖毒性
ラットを用い妊娠6～19日に吸入ばく露による発生毒性試験において、高用量群で体重増加抑制と摂餌量低下、気道に対する影響など母動物の一般毒性が観察され、一方、発生毒性としては同用量で仔の体重低下、精巣下降遅延、骨化遅延が認められたのみで、催奇形性を含むその他の影響は見出されなかった（SIDS（2006））との報告がある。
特定標的臓器毒性（単回ばく露）
ラットに吸入ばく露（ミスト）により、0.020 mg/L/4h以上で呼吸窮迫症状（頻呼吸、徐呼吸、喘鳴）が見られ、0.533 mg/L/4hで10匹中6匹が死亡し、死亡例の剖検では肺に軽度の虚脱と局所性の褪色が散発的に見られ、鼻周囲に赤味がかった痂皮形成、鼻粘膜に赤色化、胸腔に液体の貯留、肺に虚脱気味の肺気腫が観察された（SIDS（2006））との報告がある。マウスに吸入ばく露（ミスト）により0.005 mg/L/6h（4時間換算：0.0075 mg/L）以上で徐呼吸、努力呼吸、喘鳴が見られた（SIDS（2006））との報告がある。ヒトボランティアに1～5分間ばく露した試験の0.00137 mg/Lの濃度で気道への強い刺激性が報告されている（環境省リスク評価第3巻（2004）。
特定標的臓器毒性（反復ばく露）
ラットにおける4週間吸入曝露試験（蒸気）において、1.37 mg/m3/4h（6時間換算および90日換算：0.31 mg/m3/6h/day）の濃度で肺水腫が認められた（環境省リスク評価第3巻（2004））との報告がある。ラットに4週間吸入ばく露（蒸気）した別の試験（OECD TG 412; GLP）では、4 mg/m3/6h（90日換算：約1.3mg/m3/6h）で気道の刺激に加え、咽頭、気管および肺に影響が見られ、肺と気管については4週間の回復期間内に治癒したが、鼻腔、咽頭および喉頭の病変は一部の動物で軽微または軽度ながら持続した（SIDS（2006））との報告がある。

## 日本の主な適用法令
化学物質の審査及び製造等の規制に関する法律（略称：化審法）
　　既存化学物質（官報公示整理番号 ：(3)-2492））
　　優先評価化学物質：3-イソシアナトメチル-3,5,5-トリメチルシクロヘキシル=イソシアネート（通し番号284）
労働安全衛生法
　　表示物質 （法第57条の1、規則第30条別表第二）　：3-イソシアナトメチル-3,5,5-トリメチルシクロヘキシル=イソシアネート
　 　通知物質（法第57条の2、および法第57条の3）　：3-イソシアナトメチル-3,5,5-トリメチルシクロヘキシル=イソシアネート
毒物及び劇物取締法
　　毒物（別表第１の２８　政令（毒物及び劇物指定令）に定めるもの）　：５-イソシアナト-１-（イソシアナトメチル）-１,３,３-トリメチルシクロヘキサン
労働基準法
　　疾病化学物質 （法第75条第2項、施行規則第35条別表第1の2第4号1）：イソホロンジイソシアネート
特定化学物質の環境への排出量の把握等及び管理の改善の促進に関する法律（略称：化管法 ） 
　　第一種指定化学物質 　：3-イソシアナトメチル-3,5,5-トリメチルシクロヘキシル=イソシアネート（政令番号：1-53）
消防法
　　危険物　：第4類第3石油類（非水溶性液体）
船舶安全法
　　危険物（危規則第2,3条危険物告示別表第1）　：等級6.1「毒物」
航空法
　　危険物（施行規則第194条危険物告示別表第1）　：等級6.1「毒物」
大気汚染防止法
　　 有害大気汚染物質に該当する可能性がある物質（中央環境審議会の第九次答申(別表1)の15）　：3-イソシアナトメチル-3,5,5-トリメチルシクロヘキシル=イソシアネート